# Indianapolis Daredevils
O Indianapolis Daredevils, oficialmente chamado de Indy Daredevils, foi um clube americano de futebol com sede em Indianápolis, Indiana, que era membro da American Soccer League. O campo de jogo da equipe foi o Butler Bowl na Butler University.
A equipe era anteriormente conhecida como New England Oceaneers.